# Papuanella similata
Papuanella similata är en insektsart som beskrevs av Medler 1989. Papuanella similata ingår i släktet Papuanella och familjen Flatidae. Inga underarter finns listade i Catalogue of Life.